# Astragalus typhaeformis
Astragalus typhaeformis är en ärtväxtart som beskrevs av Maassoumi. Astragalus typhaeformis ingår i släktet vedlar, och familjen ärtväxter. Inga underarter finns listade i Catalogue of Life.